# Île Bobby (Maurice)
L'île Bobby est un îlot inhabité situé dans le lagon au nord de Rodrigues, une dépendance de la république de Maurice dans l'océan Indien.